# 월악산
월악산(月岳山)은 대한민국 충청북도 제천시, 충주시와 경상북도 문경시에 걸쳐 있는 높이 1,097m의 한국의 화강암 산이다. 1984년 12월 31일 국립공원으로 지정되었다. 면적 대부분은 제천시에 있다.

## 위치
월악산은 충청북도 제천시의 남쪽에 위치하며, 덕산면과 한수면에 걸쳐 있는 산이다. 산의 정상 최고봉을 상봉이라고 한다. 산 아래에는 덕주산성(德周山城), 덕주사, 월광사, 월악궁, 월악신사 터가 남아 있다.
산의 능선은 크게 세 방향으로 뻗어 있다. 북서쪽 능선은 충주호에 닿아 있고, 북쪽 능선은 시루미에서 광천(廣川)과 만난다. 주맥이라고 할 수 있는 남쪽 능선은 경상북도와 경계를 이루는 곳까지 이른다. 산의 동쪽에는 광천이 흐르고 서쪽에는 달천(達川)이 흐르는데, 이 두 하천은 산의 북쪽 탄지리에서 만나 월악산을 에워싼다.
과거에는 이렇게 합쳐진 달천이 계속 북서로 흘러 한천리에서 한강에 합류되었다. 그러나 1984년 충주댐이 완성됨에 따라 이 두 하천의 합류점은 충주호가 되어 곧바로 한강에 흘러든다.
월악산은 월악영봉(月岳靈峯)·와룡대(臥龍臺)·팔랑소(八娘沼)·월광폭포(月光瀑布)·망폭대(望瀑臺)·학소대(鶴巢臺)·수경대(水境臺)·자연대(自然臺)·수렴대 8경과 상봉(上峯)인 국사주봉(國祠主峯)에서의 탁 트인 일망무제의 풍광이 예로부터 유명하였다.
특히, 월악산의 남쪽 포암산(布巖山, 962m)에서 시작하는 달천이 월악산을 끼고 흐르면서 만든 계곡을 월악계곡 또는 송계계곡(松界溪谷)이라 하는데, 기암괴석 사이를 흐르는 맑은 물과 울창한 삼림이 가히 절경을 이룬다. 계곡은 약 7km에 달하는데, 계곡을 따라 또한 여러 사적지가 분포한다.

## 지명 유래
월악산은 『세종실록지리지』(청풍)에 "명산은 월악(月嶽)이요(신라에서는 월형산(月兄山)이라 하였다)"라는 기록이 있다. 또 『신증동국여지승람』(청풍)에는 "월악산이 군 남쪽 50리에 있다. 신라에서는 월형산이라고 일컬었다. 소사(小祀)로 되었다."고 기록하고 있다. 신라 시대에 산제를 지냈던 곳이라는 설명이다. 한편, 『여지도서』(청풍)에 "월악산이 부의 서남쪽 40리쯤에 있다. 산의 형세가 여러 고을에 걸쳐 있다. 산의 동쪽 한줄기는 모두 청풍 땅에 속한다. 산 정상에는 옛 성터가 뚜렷하게 남아 있다."라고 하여 성터가 있었음을 밝히고 있다. 이외 여러 옛 지도에 월악산은 빠짐없이 표기될 정도로 중요한 산으로 인식되어 왔다. 월악광천(너브네), 월악교, 월악사는 관련 지명이다.

## 같이 보기
- 금현성
- 문경새재
- 한국의 산
- 한국의 화강암